# Noblella
Noblella — рід жаб підродини Holoadeninae родини Strabomantidae. Включає 16 видів. Отримала назву на честь американського вченого Гледвіна Нобле.

## Опис
Загальна довжина представників цього роду коливається від 1 до 2,2 см. Самиці більші за самців. Голова дещо сплощена, втім не ширше за тулуб. Очі середнього розміру. Зіниці горизонтальні. Морда загострена. Тулуб товстий, масивний. На кінцівках по 4 пальці, при цьому пальці задніх лап довші за передні. Забарвлення переважно коричневого, чорного, бурого кольорів з різними відтінками. Черево світліше за спину.

## Спосіб життя
Полюбляють тропічні ліси, високогір'я. зустрічаються на висоті до 3500 м над рівнем моря. Активні вдень, втім здебільшого перебувають у лісовій підстилці. Живляться переважно личинками дрібних безхребетних.
Це яйцекладні земноводні. У них відбувається прямий розвиток, без личинкової стадії.

## Розповсюдження
Мешкають у Колумбії, Еквадорі, Бразилії, Перу й Болівії.

## Види
- Noblella carrascoicola (De la Riva and Köhler, 1998)
- Noblella coloma Guayasamin and Terán-Valdez, 2009
- Noblella duellmani (Lehr, Aguilar, and Lundberg, 2004)
- Noblella heyeri (Lynch, 1986)
- Noblella lochites (Lynch, 1976)
- Noblella losamigos Santa Cruz, von May, Catenazzi, Whitcher, López Tejeda, and Rabosky, 2019
- Noblella lynchi (Duellman, 1991)
- Noblella madreselva Catenazzi, Uscapi and von May, 2015
- Noblella mindo  Reyes-Puig, Guayasamin, Koch, Brito-Zapata, Hollanders, Costales & Cisneros-Heredia, 2022
- Noblella myrmecoides (Lynch, 1976)
- Noblella naturetrekii Reyes-Puig, Reyes-Puig, Ron, Ortega, Guayasamin, Goodrum, Recalde, Vieira, Koch, and Yánez-Muñoz, 2019
- Noblella personina Harvey, Almendáriz, Brito-M., and Batallas-R., 2013
- Noblella peruviana (Noble, 1921)
- Noblella pygmaea Lehr and Catenazzi, 2009
- Noblella ritarasquinae (Köhler, 2000)
- Noblella thiuni Catenazzi and Ttito, 2019
- Noblella worleyae Reyes-Puig, Maynard, Trageser, Vieira, Hamilton, Lynch, Culebras, Kohn, Brito, and Guayasamin, 2020